# Hansjörg Jäkle
Hansjörg Jäkle (Schonach im Schwarzwald, 19 ottobre 1971) è un ex sciatore nordico tedesco attivo sia nella combinata nordica sia nel salto con gli sci, disciplina nella quale ha colto i maggiori successi. Agli inizi della carriera, prima della riunificazione della Germania (1990), gareggiò per la nazionale tedesca occidentale.

## Biografia
In origine combinatista nordico, Jäkle si dedicò esclusivamente al salto dopo la riunificazione della Germania (1990), poiché nella nuova nazionale riunificata ebbero maggior spazio i più forti atleti provenienti dall'ex Germania Est. In Coppa del Mondo esordì il 30 gennaio 1993 a Tauplitz (31°) e ottenne la prima vittoria, nonché primo podio, il 25 marzo 1994 a Thunder Bay.
In carriera prese parte a due edizioni dei Giochi olimpici invernali, Lillehammer 1994 (24° nel trampolino lungo, 1° nella gara a squadre) e Nagano 1998 (17° nel trampolino normale, 57° nel trampolino lungo, 2° nella gara a squadre), a due dei Campionati mondiali, vincendo due medaglie, e a due dei Mondiali di volo (10° in entrambe le occasioni).

## Palmarès

### Salto con gli sci

#### Olimpiadi
- 2 medaglie:
  - 1 oro (gara a squadre a Lillehammer 1994)
  - 1 argento (gara a squadre a Nagano 1998)

#### Mondiali
- 2 medaglie:
  - 1 argento (gara a squadre a Thunder Bay 1995)
  - 1 bronzo (gara a squadre a Trondheim 1997)

#### Coppa del Mondo
- Miglior piazzamento in classifica generale: 14º nel 1998
- 5 podi (1 individuale, 4 a squadre):
  - 2 vittorie (a squadre)
  - 2 secondi posti (1 individuale, 1 a squadre)
  - 1 terzo posto (a squadre)

##### Coppa del Mondo - vittorie
| Data          | Località    | Nazione  | Trampolino                                                             |
| ------------- | ----------- | -------- | ---------------------------------------------------------------------- |
| 25 marzo 1994 | Thunder Bay | Canada   | Big Thunder K120 (con Gerd Siegmund, Christof Duffner e Jens Weißflog) |
| 18 marzo 2000 | Planica     | Slovenia | Letalnica K185 (con Sven Hannawald, Michael Uhrmann e Martin Schmitt)  |

##### Torneo dei quattro trampolini
- 1 podio di tappa[2]:
  - 1 secondo posto